# Trombectomia
A trombectomia mecânica, ou simplesmente trombectomia, é a remoção de um coágulo sanguíneo (trombo) de um vaso sanguíneo, muitas vezes e especialmente de forma endovascular como um procedimento de radiologia intervencionista chamado trombectomia endovascular (EVT). Portanto, contrasta com a trombólise (dissolução do coágulo) por medicamentos trombolíticos (por exemplo, alteplase, reteplase), como alternativa ou complemento a eles. É comumente realizada nas artérias cerebrais (neurorradiologia intervencionista) como tratamento para reverter a isquemia em alguns AVCs isquêmicos. Versões de cirurgia vascular aberta de trombectomia também existem. A eficácia do procedimento para acidentes vasculares cerebrais foi confirmada em vários ensaios clínicos conduzidos em vários centros médicos nos Estados Unidos, conforme relatado em um relatório seminal de vários estudos em 2015. 

## Aplicações no cérebro
O AVC isquêmico representa a quinta causa mais comum de morte no mundo ocidental e a principal causa de incapacitação. Até recentemente, a fibrinólise intravenosa sistêmica era a única terapia baseada em evidências para pacientes com AVC agudo devido à oclusão de grandes vasos sanguíneos.
Em 2015, os resultados de cinco estudos de vários países foram publicados no New England Journal of Medicine, demonstrando a segurança e a eficácia do método na melhora dos resultados e na redução da mortalidade de pacientes que se apresentaram dentro de seis horas após o AVC. Agora, é um procedimento amplamente realizado em muitos hospitais em todo o mundo, especialmente em centros abrangentes de AVC, embora muitos outros hospitais ainda não sejam capazes de fornecer o serviço o suficiente para atender à necessidade dos pacientes.  Grandes obstáculos para tornar o EVT mais amplamente disponível são problemas sistemáticos nos estágios pré-hospitalares  e a escassez de neurorradiologistas intervencionistas.   Eles dizem respeito ao tempo para reperfusão, que é o mesmo problema subjacente da hora de ouro em geral, embora várias horas no caso do tempo para reperfusão: ou seja, o EVT realizado em 2 ou 3 horas pode ajudar muito, enquanto o EVT realizado após 6 a 12 horas é muitas vezes (embora nem sempre) tarde demais para prevenir as sequelas permanentes da isquemia.  A esse respeito, a disseminação da EVT na prática clínica mostra como a medicina translacional tem várias camadas, algumas mais fáceis de resolver e outras mais difíceis: em alguns aspectos, foi simples desenvolver a tecnologia do EVT nas décadas de 2000 e 2010,  mas não é fácil renovar o padrão de atendimento em ambientes pré-hospitalares para a implantação do EVT. 